# Эберштальцелль
Эберштальцелль (нем. Eberstalzell) — коммуна (нем. Gemeinde) в Австрии, в федеральной земле Верхняя Австрия. 
Входит в состав округа Вельс.  Площадь общины составляет 27,57 км², население — 2820 человек (1 января 2021), плотность населения — 98 чел./км². Официальный код  —  4 18 05.

## Население
| Год  | Численность |
| ---- | ----------- |
| 1869 | 1394        |
| 1889 | 1448        |
| 1890 | 1465        |
| 1900 | 1439        |
| 1910 | 1482        |
| 1923 | 1536        |
| 1934 | 1557        |
| 1939 | 1731        |
| 1951 | 1671        |
| 1961 | 1628        |
| 1971 | 1670        |
| 1981 | 1896        |
| 1991 | 1955        |
| 2001 | 2190        |
| 2011 | 2337        |
| 2021 | 2820        |

## Политическая ситуация
Бургомистр коммуны — Франц Гимплингер (АНП) по результатам выборов 2003 года.
Совет представителей коммуны (нем. Gemeinderat) состоит из 25 мест.
- АНП занимает 17 мест.
- СДПА занимает 4 места.
- АПС занимает 4 места.